# レオニダス2世

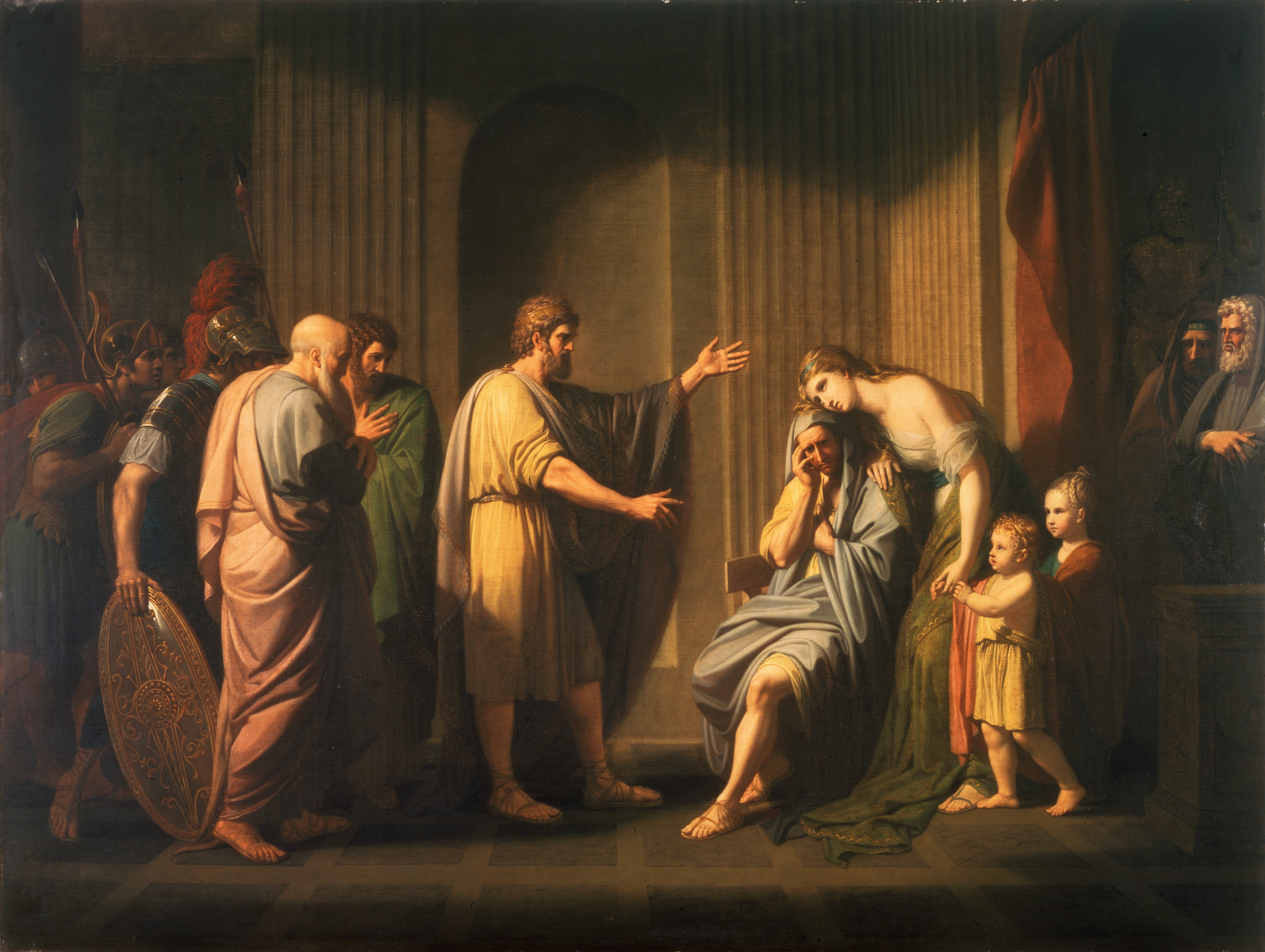
レオニダス2世

レオニダス2世（古希: Λεωνίδας Β'、古代ギリシア語ラテン翻字: Leonidas II、紀元前315年 - 紀元前235年、在位：紀元前254年 - 紀元前240年/紀元前240年 - 紀元前235年）はアギス朝のスパルタ王である。

## 略歴・人物
レオニダス2世はクレオメネス2世の孫で、王にならなかったクレオニュモスの息子である。レオニダスは成人に達していなかったアレウス2世の後見人を務め、その死後には老齢にもかかわらずその王位を継いだ。
王位につく前、長らくセレウコス朝シリアのセレウコス2世に仕え、オリエント式の習俗を身につけていたレオニダスは質実剛健を旨とするリュクルゴス制度からの市民の逸脱を黙認し、富裕者の味方だった。そして、彼は共同統治者のエウリュポン朝の王アギス4世の貧困にあえぐ市民のための改革に反対した。そこでアギス派の監督官であったリュサンドロスは、異国で育てられ、異国の妻を娶っていたレオニダスを「ヘラクレスの子孫たるスパルタ市民は異国の女との間に子を儲けるべからず、またスパルタより異国に移住したる者は殺害すべし」という古い法律、レオニダスが父の前でスパルタを破滅させるという誓いを立てたことを持ち出して弾劾した。レオニダスはアテナ神殿に逃げ込んだものの、有罪判決を受けて王位を追われ、紀元前240年にアルカディアに亡命した。王位にはレオニダス娘婿クレオンブロトス2世が登った。しかし、この時アギスはレオニダスの命を奪おうとはせず、これが後のアギスの破滅に繋がった。
その後、監督官のアゲシラオスの助力によって帰国したレオニダスはアギスとクレオンブロトスへの復讐に取り掛かった。まず娘の懇願に負けて命は奪わなかったもののクレオンブロトスを追放し、アギスを捕らえてその祖母と母もろとも処刑し、自らは復位した。また、アギスの妻アギアティスは多額の財産とずば抜けた美貌を誇っていたので、レオニダスは無理矢理自らの息子クレオメネス3世と結婚させた。次代の王にはクレオメネス3世が就いた。

## 註
1. ↑  パウサニアス, III. 6. 6
2. ↑  プルタルコス, 「アギス」, 3
3. ↑  ibid, 3
4. ↑  ibid, 11
5. ↑  パウサニアス, III. 6. 7
6. ↑  ibid, III. 6. 8
7. ↑  プルタルコス, 「アギス」, 18-20
8. ↑  プルタルコス, 「クレオメネス」, 1